# Susanne Glesnes
Susanne Glesnes (* 1. Dezember 1974 in Bergen) ist eine ehemalige norwegische Beachvolleyballspielerin.
Susanne Glesnes gewann mit ihrer Partnerin Kathrine Maaseide 2004 die Silbermedaille bei der Europameisterschaft in Timmendorfer Strand und vertrat ihr Land auch bei den Olympischen Sommerspielen 2004 in Athen. Nach einer Pause 2005 startete Susanne Glesnes ab 2006 wieder mit Kathrine Maaseide, mit der sie 2008 die Bronzemedaille bei der Europameisterschaft in Hamburg gewann und erneut an den Olympischen Sommerspielen in Peking für ihr Heimatland Norwegen teilnahm. Danach beendete Glesnes ihre Karriere.